# Grzegorz Fonfara
Grzegorz Fonfara (Katowice, 8 giugno 1983) è un ex calciatore polacco, di ruolo difensore.